# Charles Topino
Charles Topino (né vers 1742 - Paris, 15 décembre 1803) est un ébéniste français.

## Biographie
Il fut reçu maître en 1773. Ses meubles sont marquetés de natures mortes dont l'inspiration est à chercher dans les panneaux de laques orientales.
Ses œuvres sont visibles au château de Versailles. Le musée de la Céramique de Rouen conserve une console datée des années 1780.

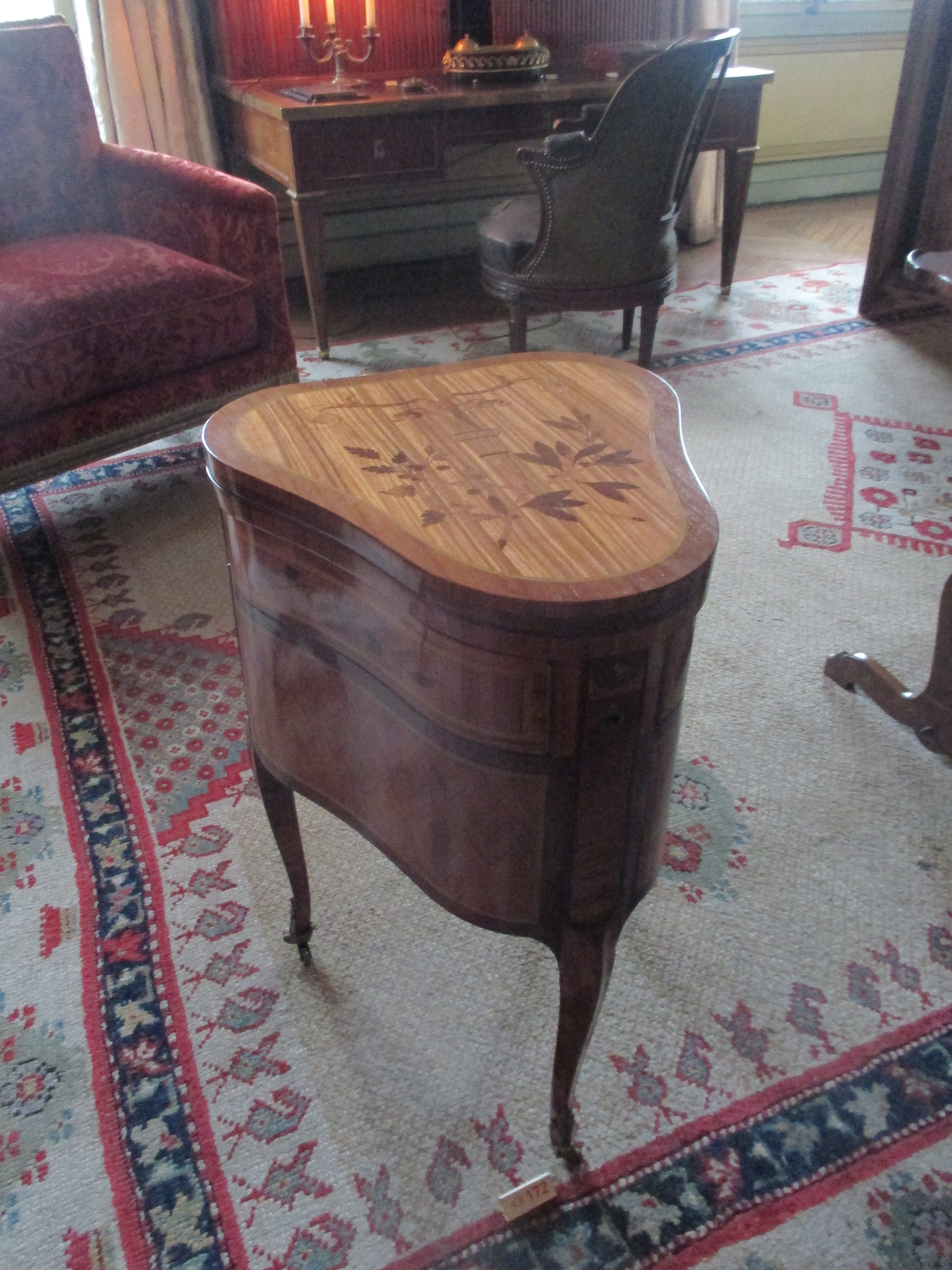
Table à toilette en forme de cœur, musée Nissim-de-Camondo (vers 1775)